# Oskars Ķibermanis
Oskars Ķibermanis (Valmiera, 4 aprile 1993) è un bobbista ed ex multiplista lettone, campione europeo nel bob a due a Sigulda 2020.

## Biografia

### Atletica
Prima di dedicarsi al bob Ķibermanis ha praticato il nuoto e l'atletica leggera nel decathlon, disciplina in cui è stato anche campione lettone. Nel 2011 ha inoltre preso parte alla Coppa Europa di prove multiple con la sua nazionale, che in quell'anno militava nella Second League (il terzo livello della competizione), piazzandosi al 14º posto individuale nella gara del decathlon.

### Bob
Compete nel bob dal 2011 come pilota per la squadra nazionale lettone. Debuttò in Coppa Europa nel novembre 2011 e disputò la sua miglior stagione nel 2012/13 quando si piazzò all'ottavo posto nella graduatoria finale del bob a due, all'undicesimo in quella a quattro e al decimo nella combinata maschile. Si distinse inoltre nelle categorie giovanili vincendo quattro medaglie ai mondiali juniores, di cui due argenti nel bob a quattro e due bronzi nel bob a due ottenuti nelle edizioni di Igls 2012 e Altenberg 2015.
Esordì in Coppa del Mondo nella stagione 2012/13, il 12 gennaio 2013 a Schönau am Königssee dove terminò la gara al 26º posto nel bob a due e ottenne il suo primo podio il 7 gennaio 2017 ad Altenberg (3º nel bob a due). Vinse la sua prima gara il 22 gennaio 2017 a Sankt Moritz nel bob a quattro con Jānis Jansons, Matīss Miknis e Raivis Zīrups. In classifica generale detiene quali migliori piazzamenti il secondo posto ottenuto nel 2018/19 in tutte e tre le discipline maschili, venendo sopravanzato in tutte le classifiche dal tedesco Francesco Friedrich; fu secondo nel bob a due anche nel 2019/20 sempre dietro a Friedrich.
Ha partecipato a due edizioni dei Giochi olimpici invernali: a Soči 2014 si classificò al quattordicesimo posto nel bob a due e al dodicesimo nella gara a quattro mentre a Pyeongchang 2018 fu nono nel bob a due e decimo nel bob a quattro.

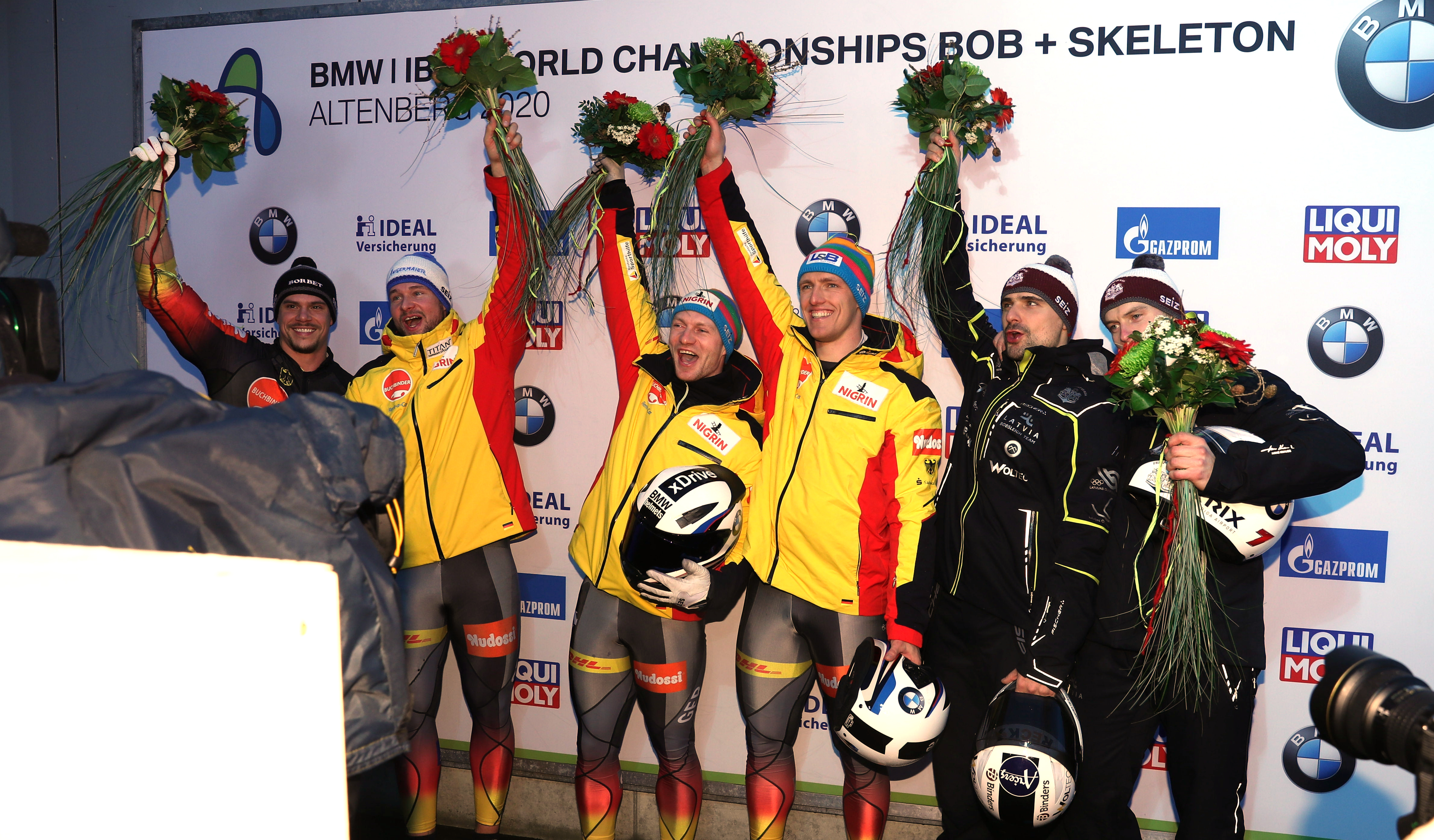
Ķibermanis (il secondo da destra) sul podio del bob a due ai campionati mondiali di Altenberg 2020, dove vinse la medaglia di bronzo in coppia con Matīss Miknis

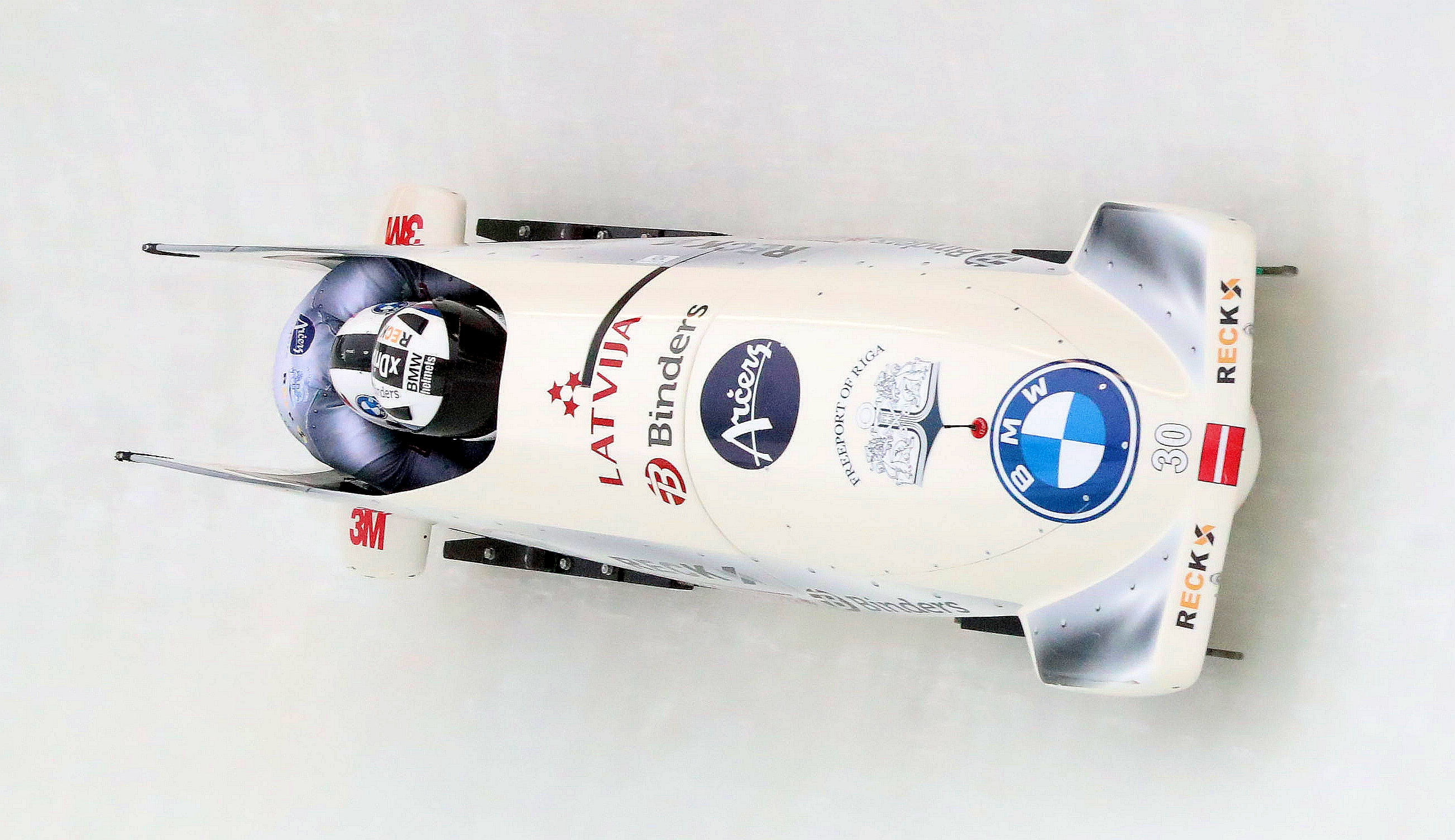
Oskars Ķibermanis alla guida del bob a due ai campionati mondiali di Altenberg 2021

Prese inoltre parte a sette edizioni dei campionati mondiali, conquistando un totale di due medaglie: una d'argento e una di bronzo. Nel dettaglio i suoi risultati nelle prove iridate sono stati, nel bob a due: diciottesimo a Sankt Moritz 2013, ottavo a Winterberg 2015, quattordicesimo a Igls 2016, quarto a Schönau am Königssee 2017, sesto a Whistler 2019, medaglia di bronzo ad Altenberg 2020 in coppia con Matīss Miknis e sesto ad Altenberg 2021; nel bob a quattro: sedicesimo a Sankt Moritz 2013, quindicesimo a Winterberg 2015, decimo a Igls 2016, decimo a Schönau am Königssee 2017, medaglia d'argento a Whistler 2019 con Matīss Miknis, Arvis Vilkaste e Jānis Strenga, quarto ad Altenberg 2020 e quarto ad Altenberg 2021. 
Ha altresì vinto tre medaglie agli europei, di cui una d'oro conquistata nel bob a due a Sigulda 2020 con Matīss Miknis, una d'argento vinta nel bob a quattro a Schönau am Königssee 2019 e una di bronzo ottenuta nel bob a due a Winterberg 2017.
Si è ritirato dalla carriera agonistca all'età di trent'anni, al termine della stagione 2022-2023.

## Palmarès

### Mondiali
- 2 medaglie:
  - 1 argento (bob a quattro a Whistler 2019);
  - 1 bronzo  (bob a due a Altenberg 2020).

### Europei
- 3 medaglie:
  - 1 oro (bob a due a Sigulda 2020);
  - 1 argento (bob a quattro a Schönau am Königssee 2019);
  - 1 bronzo (bob a due a Winterberg 2017).

### Mondiali juniores
- 4 medaglie:
  - 2 argenti (bob a quattro ad Igls 2012; bob a quattro ad Altenberg 2015).
  - 2 bronzi (bob a due ad Igls 2012; bob a due ad Altenberg 2015).

### Coppa del Mondo
- Miglior piazzamento in classifica generale nel bob a due maschile: 2º nel 2018/19 e nel 2019/20;
- Miglior piazzamento in classifica generale nel bob a quattro maschile: 2º nel 2018/19;
- Miglior piazzamento in classifica generale nella combinata maschile: 2º nel 2018/19;
- 33 podi (20 nel bob a due, 13 nel bob a quattro):
  - 3 vittorie (2 nel bob a due, 1 nel bob a quattro);
  - 17 secondi posti (10 nel bob a due, 7 nel bob a quattro);
  - 13 terzi posti (8 nel bob a due, 5 nel bob a quattro).

#### Coppa del Mondo - vittorie
| Data             | Luogo        | Paese    | Disciplina                                                 |
| ---------------- | ------------ | -------- | ---------------------------------------------------------- |
| 22 gennaio 2017  | Sankt Moritz | Svizzera | a quattro con Jānis Jansons, Matīss Miknis e Raivis Zīrups |
| 15 febbraio 2020 | Sigulda      | Lettonia | a due con Matīss Miknis                                    |
| 16 febbraio 2020 | Sigulda      | Lettonia | a due con Matīss Miknis                                    |

### Coppa Europa
- Miglior piazzamento in classifica generale nel bob a due: 8º nel 2012/13;
- Miglior piazzamento classifica generale nel bob a quattro: 11º nel 2012/13;
- Miglior piazzamento classifica generale nella combinata maschile: 10º nel 2012/13;
- 10 podi (7 nel bob a due e 3 nel bob a quattro):
  - 3 vittorie (tutte nel bob a due);
  - 4 secondi posti (3 nel bob a due e 1 nel bob a quattro);
  - 3 terzi posti (1 nel bob a due e 2 nel bob a quattro).